# Anodonta gibbosa
Anodonta gibbosa är en musselart som beskrevs av Thomas Say 1824. Anodonta gibbosa ingår i släktet Anodonta och familjen målarmusslor. Inga underarter finns listade i Catalogue of Life.